# Bombay-Billy
Bombay-Billy ist ein deutschsprachiger Schlager von Lotar Olias und Walter Rothenburg, der 1965 vom österreichischen Sänger Freddy Quinn veröffentlicht wurde.

## Entstehung
Die Musik stammte von Lotar Olias und der Text von Walter Rothenburg. Als Originalverlag ist die Edition Esplanade GmbH und als Bearbeiter einer zweiten Version Heinz Gervis eingetragen.

## Liedtext
Im Lied wird „Billy“ besungen, der eine „bronzebraune Braut“ in Bombay (heute als Mumbai bekannt) hat. „So schön ist die, so schön.“ In Bombay habe er sie an Bord verstaut. „Wenn alles schlief zur Nacht, hat er sich eins gelacht, dann traf er sich mit ihr bis morgens früh um vier.“ Kein Matrose, auch nicht der Kapitän, habe sie gekannt. Bei den nächsten Reisen, nach Hongkong, Shanghai und Yokohama, war „die Braut stets dabei“.

## Veröffentlichung
Das Lied fand sich auf dem Studioalbum Von Kontinent zu Kontinent, das 1966 erschien. Es erschien in den Musiklabels Polydor und Stern Musik (Nummer: 249 001). Die Herstellung erfolgte durch die Deutsche Grammophon GmbH und der Druck durch die Gerhard Kaiser GmbH. Die Veröffentlichung geschah unter den Rechtegesellschaften Gesellschaft für musikalische Aufführungs- und mechanische Vervielfältigungsrechte und SLPHM. SLPHM wurde auf der Neupressung nicht aufgedruckt. In Chile erschien das Album unter dem Titel De Continente A Continente; dieses wurde durch Discos Philips vertrieben.